# Brühlsche Bibliothek

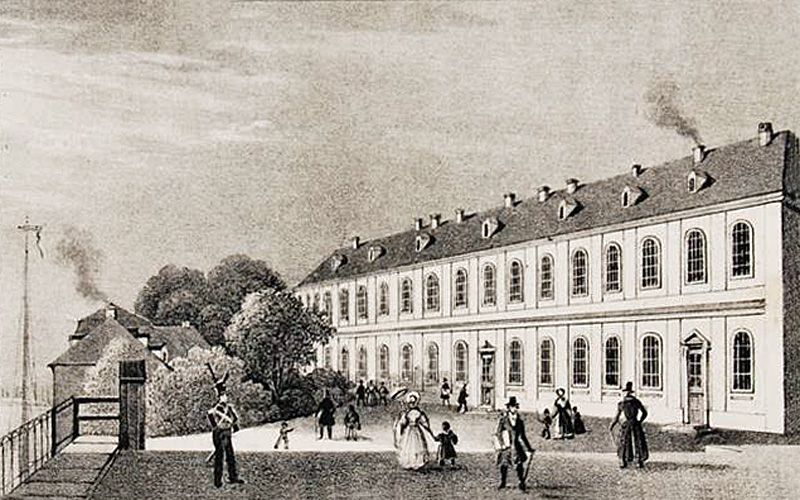
Alte Kunstakademie zwischen 1834 und 1835

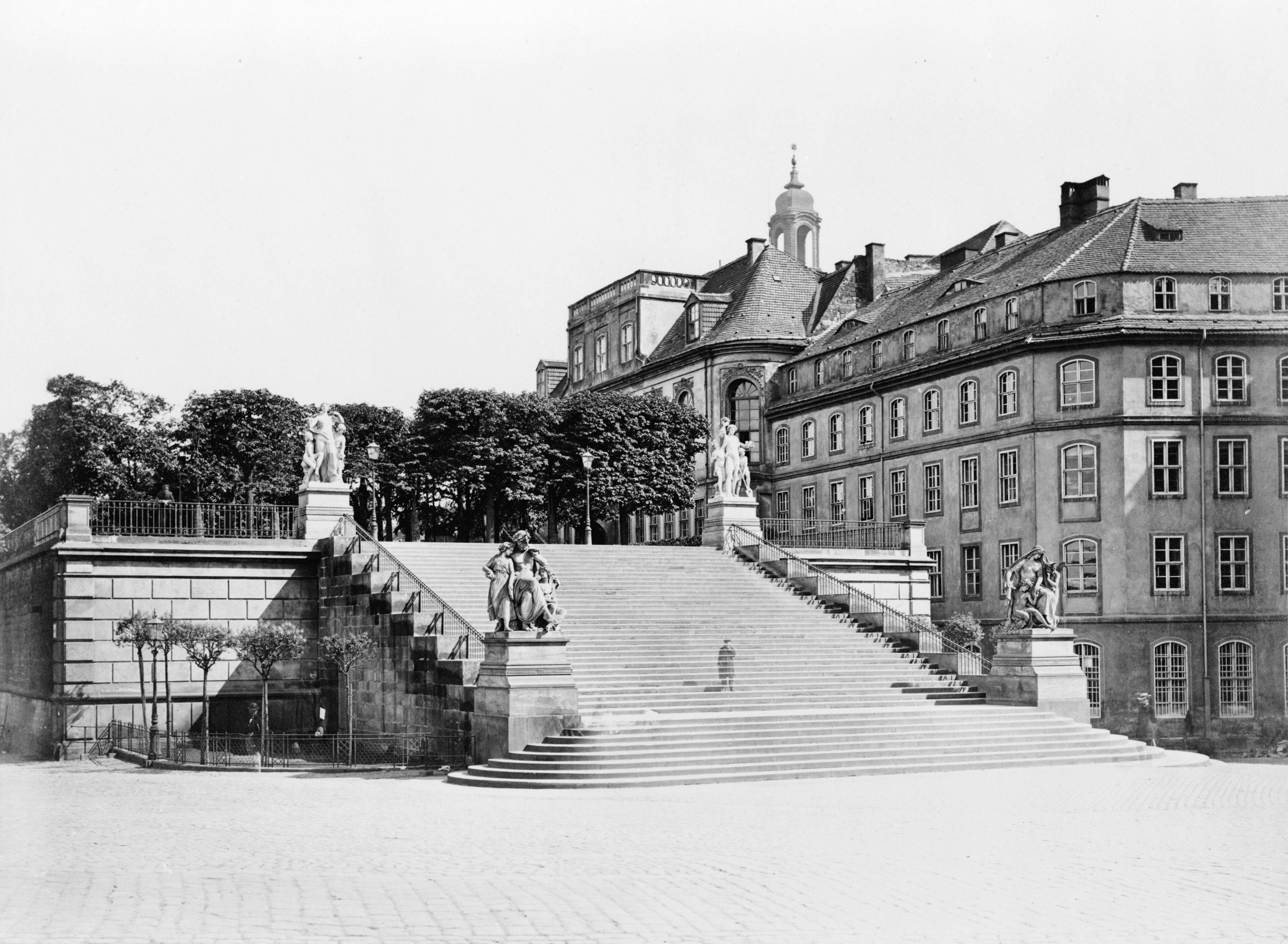
Blick auf die Brühlsche Terrasse um 1880

Die Brühlsche Bibliothek war ein Gebäude auf der Brühlschen Terrasse in Dresden. Sie gehörte zu den sogenannten Brühlschen Herrlichkeiten.
Vor 1747 wurde ein bereits bestehendes Gebäude zwischen dem Brühlschen Garten und der Brühlschen Galerie von Johann Christoph Knöffel zur zunächst eingeschossigen Bibliothek für die Büchersammlung des Grafen Heinrich von Brühl umgebaut. Wenige Jahre später wurde ein weiteres Geschoss hinzugefügt – bedingt durch die stark anwachsenden Bestände.
Brühl begann bereits Mitte der 1730er Jahre die Büchersammlung aufzubauen, wie ein Verzeichnis der Bücher von 1738 belegt. Bis zum Ausbruch des Siebenjährigen Krieges war die Büchersammlung auf rund 72.000 Bände angewachsen, erlitt jedoch bei der Bombardierung Dresdens 1760 starke Verluste. 1768 wurden auf Geheiß des kurfürstlichen Administrators von den Brühlschen Erben rund 60.000 Bände unter Wert für 50.000 Taler erworben und in die Kurfürstliche Bibliothek überführt.
Das Gebäude, vor dem elbseitig der Brühlsche Gartenpavillon stand, wurde 1789 bis 1791 durch Johann Gottfried Kuntsch umgebaut, so dass die Kunstakademie einziehen konnte. 1897 wurde es jedoch abgerissen, an selber Stelle wurde die Sekundogenitur errichtet.